# American Music Awards
American Music Awards (också känt som AMA) skapades av Dick Clark år 1973 för TV-bolaget ABC och är ett årligt återkommande amerikanskt musikgala där pris till musiker delas ut. Vem som får priset röstas fram av allmänheten. 

## Kategorier
- Artist of the Year
- New Artist of the Year
- Favorite Pop/Rock Female Artist
- Favorite Pop/Rock Male Artist
- Favorite Pop/Rock Band/Duo/Group
- Favorite Pop/Rock Album
- Favorite Country Female Artist
- Favorite Country Male Artist
- Favorite Country Band/Duo/Group
- Favorite Country Album
- Favorite Rap/Hip-Hop Artist
- Favorite Rap/Hip-Hop Album
- Favorite Soul/R&B Female Artist
- Favorite Soul/R&B Male Artist
- Favorite Soul/R&B Album
- Favorite Adult Contemporary Artist
- Favorite Contemporary Inspirational Artist
- Favorite Alternative Artist
- Favorite Latin Artist
- Favorite Electronic Dance

## Framgångsrika artister inom prisets historia
De enskilda artist som vunnit flest gånger är Taylor Swift med 29 vinster och den grupp som vunnit flest gånger är Alabama med 23 vinster.  Artister som vunnit flesta kategorier under ett år är Michael Jackson respektive Whitney Houston som vardera vann 8 kategorier åren 1984 respektive 1994.